# Luigi Crespellani
Luigi Crespellani (Càller, 1897 - Sàsser, 1967) fou un advocat i polític sard. Llicenciat en dret, destacà com a advocat civilista i treballà com a mestre de lletres a l'institut Dettori de Càller. Després de la Segona Guerra Mundial fou militant de la Democràcia Cristiana Italiana i editor del Corriere della Sardegna. El 1946 fou nomenat alcalde de Càller, càrrec que abandonà per a presentar-se a les eleccions regionals de Sardenya de 1949, després de les quals fou nomenat president de Sardenya, càrrec que va ocupar fins al 1954, i president del Crèdit Industrial Sard el 1954-1958. Després fou escollit senador a les eleccions legislatives italianes de 1958 i 1963.